# Фленги
Фленги (хрв. Flengi, итал. Prodani) је насељено место у општини Врсар, Истарска жупанија, Хрватска.

## Историја
До територијалне реорганизације у Хрватској били су у саставу старе општине Пореч.

## Становништво
У попису становништва из 2011. године, Фленги су имали 154 становника.
| Број становника према пописима | Број становника према пописима | Број становника према пописима | Број становника према пописима | Број становника према пописима | Број становника према пописима | Број становника према пописима | Број становника према пописима | Број становника према пописима | Број становника према пописима | Број становника према пописима | Број становника према пописима | Број становника према пописима | Број становника према пописима | Број становника према пописима | Број становника према пописима |
| ------------------------------ | ------------------------------ | ------------------------------ | ------------------------------ | ------------------------------ | ------------------------------ | ------------------------------ | ------------------------------ | ------------------------------ | ------------------------------ | ------------------------------ | ------------------------------ | ------------------------------ | ------------------------------ | ------------------------------ | ------------------------------ |
| 1857                           | 1869                           | 1880                           | 1890                           | 1900                           | 1910                           | 1921                           | 1931                           | 1948                           | 1953                           | 1961                           | 1971                           | 1981                           | 1991                           | 2001                           | 2011                           |
| 160                            | 176                            | 160                            | 158                            | 132                            | 218                            | 286                            | 0                              | 219                            | 193                            | 145                            | 87                             | 103                            | 132                            | 150                            | 154                            |

Напомена: Од 1869. до 1910. исказивано под именом Леме. Године 1931. подаци су садржани у насељу Градина. Године 1857, 1869. и 1921. садржи податке за насеље Делићи, а од 1857. до 1890. и 1921. за насеље Клоштар. Садржи и податке за некадашње насеље Сан Микеле од 1880. до 1921.